# Alexandre-Théodore Brongniart
Alexandre Théodore Brongniart  (Paris, 15 de fevereiro de 1739 – Paris, 6 de junho de 1813) foi um arquiteto francês.
Pai de Alexandre Brongniart (1770 - 1847), mineralogista e zoólogo, e avô de Adolphe Théodore Brongniart (1801 - 1876), médico, botânico e  fitopaleontólogo.
É o autor de numerosos edifícios neoclássicos parisienses, entre eles o Palácio Brongniart (antigo Palácio da Bolsa), diversos hotéis particulares e o Cemitério do Père-Lachaise.